# Prélature personnelle
Une prélature personnelle est une institution de l'Église catholique, créée par le Concile Vatican II, au numéro 10 du décret Presbyterorum Ordinis, rendue opérationnelle par Paul VI, à la suite du motu proprio Ecclesiae Sanctae, du 15 août 1968.
Elle vise à assurer une répartition des prêtres adaptée aux besoins pastoraux actuels. Elle est érigée par le Saint-Siège pour mener à bien, avec une grande souplesse, une répartition des prêtres pour des tâches pastorales précises. Comme indiqué dans le motu proprio Ecclesiae Sanctae (point 4) : « Le Siège apostolique pourra légitimement ériger des prélatures en vue de mener à bien des activités pastorales ou missionnaires d'un caractère particulier pour le bien de régions ou de groupes sociaux divers qui ont besoin d'une aide spéciale ».
Elle est dotée d'une loi-cadre dans les canons 294 à 297 du Code de droit canonique de l'Église latine.
Les prélatures personnelles sont constituées de prêtres et de diacres du clergé séculier et peuvent être assimilées à des associations cléricales publiques de droit pontifical (comme la Société Jean-Marie-Vianney ou les Prêtres ouvriers diocésains du Sacré-Cœur de Jésus).
Moyennant des conventions établies avec la prélature, des laïcs peuvent s’adonner aux tâches apostoliques de la prélature personnelle
(de manière similaire, la Communauté de l'Emmanuel est constituée d'une association cléricale de droit pontifical comprenant ses membres prêtres et diacres et d'une association de fidèles étroitement liée pour ses membres laïcs).
Dans l'Opus Dei, la collaboration des fidèles laïcs est réglée par un lien de type contractuel impliquant des obligations réciproques entre le fidèle laïc et la prélature.
En 2022 ce statut est en cours de révision à la demande du pape François. L'Opus Dei est alors la seule prélature personnelle de l'Église catholique.
Par sa lettre Iuvenescit Ecclesia de mai 2016, la Congrégation pour la Doctrine de la Foi clarifie le caractère associatif et charismatique dont procède le concept de prélature personnelle.
À la suite de la constitution apostolique Praedicate evangelium (Art. 117) du 22 mars 2022, les prélatures personnelles dépendront de la Congrégation pour le clergé (renommée Dicastère pour le clergé) et non plus de la Congrégation pour les évêques. Le 8 août 2023, le pape François modifie les canons 295 et 296 relatifs aux prélatures personnelles,,.

## Description
(septembre 2023).
Sources,,,,,,,
À l'instar des diocèses et des ordinariats militaires, la prélature personnelle est sous la juridiction de la Congrégation des évêques. À la différence des diocèses, les prélatures personnelles, tout comme les ordinariats militaires ou les ordinariats pour les Anglicans, ne sont pas définies par un territoire donné, mais par un lien personnel, qui peut résulter de la condition particulière de la personne (par exemple, le fait d'appartenir à l'armée pour les ordinariats militaires) ou d'un engagement spécifique.
Une prélature personnelle comprend un prélat et un clergé propre pour la réalisation des tâches pastorales spécifiques qui lui ont été assignées par l'autorité suprême. Moyennant des conventions établies avec la prélature, des laïcs peuvent s’adonner aux tâches apostoliques de la prélature personnelle ; le mode de cette coopération organique et les principaux devoirs et droits qu’elle comporte doivent être convenablement déterminés dans les statuts.
L’adjectif personnel souligne le fait que, contrairement à l’usage canonique pour des institutions ecclésiastiques, la juridiction du prélat n’est pas liée à un territoire mais à des fidèles, quel que soit leur lieu de résidence. Les statuts propres à chaque prélature personnelle définissent les rapports avec les évêques des lieux où elle exerce ses activités.
La juridiction de la Prélature personnelle s'étend aux clercs qui y sont incardinés, ainsi qu'aux laïcs qui se consacrent aux tâches apostoliques de la Prélature — ces derniers seulement en ce qui concerne l'accomplissement des obligations particulières qu'ils ont assumées juridiquement par une convention avec la Prélature ; les uns et les autres dépendent de l'autorité du Prélat pour la réalisation de la tâche pastorale de la Prélature. Cette juridiction du prélat est juxtaposée à celle des évêques diocésains.
Il y a des discussions afin que la Fraternité sacerdotale Saint-Pie-X (FSSPX) devienne également prélature personnelle en cas de réconciliation avec l’Église catholique romaine. La flexibilité de la figure visée dans les canons 294-297 du Code de droit canonique permet, grâce aux statuts de la prélature, d’y accueillir des prêtres participant de phénomènes pastoraux très différents.